# Czesław Smutnicki
Czesław Smutnicki (ur. 1954 r.) – polski inżynier elektronik. Absolwent Politechniki Wrocławskiej. Od 2005 r. profesor na Wydziale Elektroniki Politechniki Wrocławskiej.